# Миронов, Анатолий Александрович
Анатолий Александрович Миронов (29 июня 1940, Сталино — 7 июня 2009) — советский футболист, нападающий. Тренер.
28 сентября 1959 года дебютировал в составе «Шахтёра» Сталино — в гостевом матче 1/4 финала Кубка СССР против «Спартака» Вильнюс (2:1) вышел в стартовом составе и на 30-й минуте забил второй гол. В 1960 году сыграл 8 матчей, забил два гола в чемпионате СССР (оба — в своём первом матче против «Адмиралтейца», 3:4). В составе «Молдовы» Кишинёв в 1961—1964 годах в чемпионате сыграл 102 матча, забил 13 голов; во II группе класса «А» в 1965, 1967—1968 годах — 121 матч, 6 голов. Выступал также за «Трактор» Волгоград (1966), «Буковину» Черновцы (1969).
Работал тренером в футбольной школе «Зимбру».